# Joseph Herman
Joseph Herman (en français) ou József Herman (en hongrois), né le 18 août 1924 à Budapest et mort le 9 octobre 2005 près de la même ville, est un romaniste hongrois spécialiste du latin vulgaire.

## Publications
- Joseph Herman, Le Latin Vulgaire, Paris, PUF, coll. « Que sais-je ? », 1967, 128 p.